# Theodotus van Chios
Theodotus van Chios (Oudgrieks: Θεόδοτος) was een oud-Grieks redenaar en leraar van de Egyptische koning Ptolemaeus XIII Theos Philopator.
Hij was het die de koning de raad gaf Gnaius Pompeius Magnus maior op zijn vlucht te vermoorden, en die het hoofd van de vermoorde Pompeius aan Gaius Julius Caesar bracht.
Om de toorn van Caesar te ontwijken moest hij vluchten. Hij viel in 43 v.Chr. echter in handen van Marcus Junius Brutus, die hem ter dood liet brengen.

## Referentie
- art. Theodotus (5), in F. Lübker - trad. ed. J.D. Van Hoëvell, Classisch Woordenboek van Kunsten en Wetenschappen, Rotterdam, 1857, p. 949.